# إسكويفا فالكاو فلورينتي
إسكويفا فالكاو فلورينتي (مواليد 12 ديسمبر 1989) هو ملاكم برازيلي، مثّل بلاده في الألعاب الأولمبية الصيفية 2012 وحقق الميدالية الفضية في فئة الوزن المتوسط.

## روابط خارجية
إسكويفا فالكاو فلورينتي على موقع بوكس ريك (الإنجليزية) (registration required)
- إسكويفا فالكاو فلورينتي على موقع اللجنة الأولمبية الدولية (الإنجليزية)
- إسكويفا فالكاو فلورينتي على موقع أوليمبيديا (الإنجليزية)
- إسكويفا فالكاو فلورينتي على موقع اللجنة الأولمبية البرازيلية (البرتغالية)